# Jaau

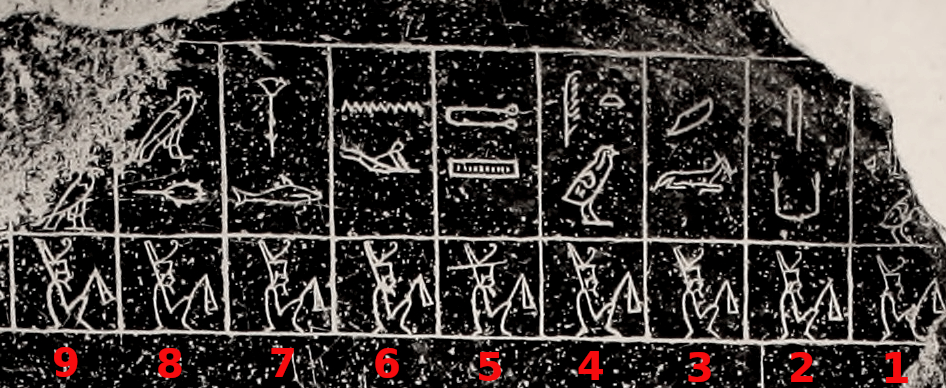
Piedra de Palermo; primer plano de la serie predinástica de gobernantes del antiguo Egipto, probablemente míticos/ficticios: 1) [nombre destrozado]2) Hsekiu/Seka3) Khayu4) Tiu/Teyew5) Thesh/Tjesh6) Neheb7) Wazner/Wadjenedj/Wenegbu 8) Mekh9) [nombre destrozado

Jaau fue un gobernante del Periodo protodinástico de Egipto que reinó en el delta del Nilo.
Otras grafías de su nombre, en otros idiomas: Iucha, Khaau, Khaiou, Khayu, Kaa.
Es mencionado en la Piedra de Palermo, una inscripción pétrea que contiene los nombres de varios mandatarios predinásticos del Bajo Egipto.
Los nombres que han perdurado de estos gobernantes, son: ...Pu, Seka, Jaau, Tiu, Tyesh, Neheb, Uadynar, Mejet, y ...A.

## Titulatura
| Titulatura | Jeroglífico | Transliteración (transcripción) - traducción - (referencias) |

|  |

|  |

|  |

|  |

|  |

|  |

|  |

|  |